# Обов'язкове медичне страхування

Країни з Обов'язковим медичним страхуванням (Листопад, 2010).
Країни з обов'язковим медичним страхуванням (>90% кваліфікована акушерська допомога та >90% соціальне страхування)
Країни з законодавчо закріпленим мандатом про Обов'язкове медичне покриття, котрі ще не досягли порогового значення

Обов'язкове медичне страхування — універсальне медичне страхування, яким займається державний орган, який створив спеціальні фонди:
- Фонд соціального страхування від нещасних випадків на виробництві та професійних захворювань.
- Фонд з тимчасової втрати працездатності.

Ці фонди контролюються Міністерством соціальної політики України.